# Madonna col Bambino e un piccolo frate francescano orante
La Madonna col Bambino e un piccolo frate francescano orante è un dipinto a tempera e oro su tavola (135x62 cm) di Carlo Crivelli, datato 1482 e conservato nella Pinacoteca vaticana a Roma. È firmato OPVS CAROLI CRIVELLI VENETI 1482.

## Storia
La pala è probabilmente la parte centrale di un polittico del quale si ignorano altri scomparti. Secondo il Ricci (1834) il dipinto proviene dalla chiesa di San Francesco a Force presso Ascoli Piceno, come sembra confermare il piccolo francescano inginocchiato in basso a sinistra, dalla quale passò poi nella chiesa matrice della stessa località.
Secondo Cantalamessa fu Pio VIII a volere a Roma l'opera, che doveva aver visto quando era vescovo di Montalto nelle Marche. In un primo tempo fu collocato nel Museo Lateranense, poi trasportato in Vaticano.

## Descrizione e stile
Lo schema è quello della Madonna di Budapest, con Maria seduta su un trono marmoreo riccamente decorato, di stampo tipicamente padovano, come dimostra la ghirlanda di foglie ed enormi frutti in alto. Veneziano (ispirato ai fiamminghi) è però l'espediente di calare un telo lungo lo schienale, che isoli la figura sacra rispetto allo sfondo.
La Vergine, dai delicatissimi lineamenti, tiene con un tocco leggero il piccolo, che si erge di una mela retta dal Bambino, che allude al frutto del Peccato originale e quindi alla missione di Redenzione di Gesù. Anche il corallo rosso, tipico monile apotropaico per l'infanzia, ricorda qui il colore del sangue che il Cristo dovrà versare. Il ricchissimo ornato e lo sfarzo si sposa col realismo tenero e delicato dei volti, delle mani e dei gesti. Particolarmente bello è il panneggio della veste di Maria, che lascia intendere le gambe e ricade con ampie falcate fin sul gradino dove si trova la firma. Il fraseggio più ampio del motivo decorativo della stoffa rivela l'intenzione di ampliare il proprio repertorio, ottenendo un effetto diverso dal tradizionale motivo calligrafico, ma che forse disturba l'occhio togliendo attenzione ai protagonisti e che forse per questo non verrà replicato.
La Madonna deI pannello centrale di un trittico attribuito a Pietro Alamanno (allievo del Crivelli) e conservato all'interno del Museo Nazionale d'Abruzzo dell'Aquila mostra alcune affinità con l'opera di Carlo, specialmente l'ovale del volto della Vergine e la posizione delle braccia che sorreggono il Bambino, tuttavia con uno stile più stanco e piatto dell'originale.